# Liste des épisodes de Frasier

Cette page recense la liste des épisodes de la série télévisée américaine Frasier (1993-2004).

## Première saison (1993-1994)
1. Un fils exemplaire (The Good Son)
2. Besoin d'espace (Space Quest)
3. Smoking de rigueur (Diner at Eight)
4. Je déteste Frasier Crane (I Hate Frasier Crane)
5. Par le petit bout de la lorgnette (Here's Looking at You)
6. L'Épreuve de force (The Crucible)
7. Éthique en toc (Call Me Irresponsible)
8. Chère Infidèle (Beloved Infidel)
9. Déontologie (Selling Out)
10. La Rumeur (Oops)
11. Le médecin est malade (Death Becomes Him)
12. Miracle sur la 3e ou la 4e rue (Miracle on Third or Fourth Street)
13. Devine qui vient petit déjeuner ? (Guess Who's Coming to Breakfast)
14. On n'achète pas l'amour (Can't Buy Me Love)
15. Pas très psychologue, le psy ! (You Can't Tell a Crook By His Cover)
16. Lilith, le retour (The Show Where Lilith Comes Back)
17. Songe d'une nuit d'hiver (A Midwinter Night's Dream)
18. Et le perdant est... (And the Whimper is...)
19. Le Fauteuil ou la Vie (Give Him the Chair!)
20. La Crise de la quarantaine (Fortysomething)
21. Sur la route (Travels With Martin)
22. Des auteurs dramatiques (Author, Author)
23. Congé maladie (Frasier Crane's Day Off)
24. Alors, heureux ? (My Coffee With Niles)

## Deuxième saison (1994-1995)
1. Dernier tango à Seattle (Slow Tango in South Seattle)
2. Ciel mes enfants! (The Unkindest Cut of All)
3. L'Entremetteur (The Matchmaker)
4. Bébé farine (Flour Child)
5. La Fin d'une époque (Duke's We Hardly Knew Him)
6. L'Humour de Crane (The Botched Language of the Cranes)
7. Le Candidat (The Candidate)
8. Aventures au Paradis, 1re partie (Adventures in Paradise - Part 1)
9. Aventures au Paradis, 2e partie (Adventures in Paradise - Part 2)
10. La Hache de guerre (Burying a Grudge)
11. Le Siège du pouvoir (Seat of Power)
12. Sous la couette (Roz in the Doghouse)
13. Martin reprend du service (Retirement Is Murder)
14. Pigeon vole (Fool Me Once, Shame on You)
15. Les Limites de l'honnêteté (You Scratch My Book)
16. L'Ami Sam (The Show Where Sam Shows Up)
17. Flagrant Délit (Daphne's Room)
18. Le Club select (The Club)
19. Au secours on me poursuit (Someone to Watch Over Me)
20. Brisons la glace (Breaking the Ice)
21. En garde (An Affair to Forget)
22. Un agent qui donne la charge (Agents in America, part III)
23. Les Frères heureux (The Innkeepers)
24. Amère Victoire (Dark Victory)

## Troisième saison (1995-1996)
1. C'est elle le patron (She's the Boss)
2. Sauvé par une chanson (Shrink Rap)
3. Divin Divan (Martin Does It His Way)
4. Les Petits Marrants (Leapin' Lizards)
5. Tout le monde déguste (Kisses Sweeter Than Wine)
6. Pactiser avec le diable (Sleeping with the Enemy)
7. Frasier se couche avec le patron (The Adventures of Bad Boy and Dirty Girl)
8. La Dernière Fois que j'ai vu Maris (The Last Time I Saw Maris)
9. Les Cadeaux de Frasier (Frasier Grinch)
10. Fantasmes (It's Hard to Say Goodbye If You Won't Leave)
11. Le Nouvel Ami (The Friend)
12. Bercés d'illusions (Come Lie with Me)
13. Le Bal taquin (Moon Dance)
14. Le Retour de Diane (The Show Where Diane Comes Back)
15. Un ami bien placé (A Word to the Wiseguy)
16. Les années bissextiles sont meurtrières (Look Before You Leap)
17. Une leçon de savoir-vivre (High Crane Drifter)
18. Échec et Mat (Chess Pains)
19. Crane contre Crane (Crane vs. Crane)
20. Concurrence (Police Story)
21. Pas de fumée sans feu (Where There's Smoke, There's Fired)
22. Le Grand Amour (Frasier Loves Roz)
23. Le Groupe focus (The Focus Group)
24. Souvenirs, Souvenirs (You Can Go Home Again)

## Quatrième saison (1996-1997)
1. Les Deux Madames Crane (The Two Mrs. Cranes)
2. Une de perdue (Love Bites Dog)
3. Le Rêve impossible (The Impossible Dream)
4. La Divine tragédie (A Crane's Critique)
5. Le Psy et le Basketteur (Head Game)
6. Doubles mixtes (Mixed Doubles)
7. Un week-end de fête (A Lilith Thanksgiving)
8. Les Cadeaux (Our Father Whose Art Ain't Heaven)
9. La Nouvelle Petite Amie de papa (Dad Loves Sherry, The Boys Just Whine)
10. Les Menteurs (Liar ! Liar !)
11. Résistance (Three Days of the Condo)
12. Déprime (Death and the Dog)
13. Un coup pour rien (Four for the Seesaw)
14. Un drôle d'oiseau (To Kill a Talking Bird)
15. Roz, l'ange de la mort (Roz's Krantz & Gouldenstein Are Dead)
16. Vraiment pas doué (The Unnatural)
17. Les Femmes et les Agents d'abord (Roz's Turn)
18. La Monnaie de sa pièce (Ham Radio)
19. La Rupture, 1re partie (Three Dates and a Breakup - Part 1)
20. La Rupture, 2e partie (Three Dates and a Breakup - Part 2)
21. Daphné, je t'abhorre (Daphne Hates Sherry)
22. Demande de divorce (Are You Being Served ?)
23. Quelle question ! (Ask Me No Questions)
24. Le Solitaire (Odd Man Out)

## Cinquième saison (1997-1998)
1. Le Mannequin imaginaire (Frasier's Imaginary Friend)
2. N’oubliez pas votre cheval (Gift Horse)
3. Une histoire de polichinelle (Halloween - Part 1)
4. Enfantillages (Kid - Part 2)
5. Rude Journée (1000th Show)
6. Le Voyage des damnés (Voyage of the Damned)
7. Mangeuse d’homme (My Fair Frasier - Part 1)
8. Cherche âme sœur désespérément (Desperately Seeking Closure - Part 2)
9. Points de vue sur Noël (Perspectives on Christmas)
10. Les Bévues de Frasier (Where Every Bloke Knows Your Name)
11. De quoi je me mêle ? (Ain't Nobody's Business If I Do)
12. Monsieur l’agent (Zoo Story)
13. Le Conseiller conjugal (Maris Counselor)
14. Ski doux (Ski Lodge)
15. Service en chambre (Room Service)
16. Tante Zora (Beware of Greeks)
17. Un homme parfait (Perfect Guy)
18. Vilain Bulldog (Bad Dog)
19. Obsession (Frasier Gotta Have It)
20. La Première Invitation (First Date)
21. Portrait de famille (Roz and the Schnoz)
22. Surprise-partie (Life of the Party)
23. Surprise surprise (Party, Party)
24. Utopie (Sweet Dreams - Part 1)

## Sixième saison (1998-1999)
1. Les Cinq Phases (Good Grief - part 2)
2. La Malédiction (Frasier's Curse)
3. Faux Départ (Dial M for Martin)
4. Au théâtre ce soir (Hot Ticket)
5. La Clé des songes et des champs (First, Do No Harm)
6. L'Admiratrice Secrète (Secret Admirer)
7. Comment enterrer un millionnaire(How to Bury a Millionaire)
8. L'Intrus (Seal Who Came to Dinner)
9. Un prêté pour un rendu (Roz, a Loan)
10. Joyeux Noël, madame Moskowitz (Merry Christams, Mrs. Moskowitz)
11. Le Bon Samaritain (Good Samaritan)
12. Les Parents terribles (Our Parents, Ourselves)
13. Le Bon Vieux Temps (Show Where Woody Shows Up)
14. La Saint Valentin (Three Valentines)
15. Le Secret de famille (To Tell the Truth)
16. La Maison au bord du lac (Decoys)
17. Réception, Déceptions (Dinner Party)
18. La Leçon de claquettes (Taps at the Montana)
19. QI (IQ)
20. Docteur Jeckyll (Dr Nora)
21. Un homme et deux femmes (When a Man Loves Two Woman)
22. Les Visions de Daphné (Visions of daphne)
23. Nuits animées à Seattle, 1re partie (Shutout in Seattle - Part 1)
24. Nuits animées à Seattle, 2e partie (Shutout in Seattle - Part 2)

## Septième saison (1999-2000)
1. Momma mia (Momma Mia)
2. Le Père de la mariée (Father of the Bride)
3. Souriez vous êtes écouté (Radio Wars)
4. Un tramway nommé... incandescence ( Everyone's Critic)
5. La Nounou (Dog That Rocks the Cradle)
6. Les Rivaux (Rivals)
7. L'espoir fait vivre (Tsar Is Born)
8. Feu docteur Crane (Late Dr Crane)
9. Le Piège apparent (Apparent Trap)
10. Frasier en a plein le dos (Back Talk)
11. les Préparatifs de Noël (Fight Before Christmas)
12. Le Guerrier de la route (Rdwer)
13. Eh bien, chantez maintenant (They're Playing Our Song)
14. Trop belle pour Frasier (Big Crane on Campus)
15. Soirée à l'opéra (Out With Dad)
16. À l'antenne avec Mary (Something About Dr Mary)
17. La Dégustation ( Whine Club)
18. Les Hommes et les Blondes (Hot Pursuit)
19. Le Boute-en-train matinal (Morning Becomes Entertainment)
20. Frasier fait du zèle (To Thine Old Self Be True)
21. Vous me connaissez ? (Three Faces of Frasier)
22. La Face cachée de la lune (Dark Side of the Moon)
23. Mariage en douce, 1re partie (Something Borrowed, Someone Blue - Part 1)
24. Mariage en douce, 2e partie (Something Borrowed, Someone Blue - Part 2)

## Huitième saison (2000-2001)
1. Coup de théâtre, 1re partie (And the Dish Ran Away With the Spoon - Part 1)
2. Coup de théâtre, 2e partie (And the Dish Ran Away With the Spoon - Part 2)
3. Le Mauvais Fils (Bad Son)
4. Vous permettez monsieur ? (Great Crane Robbery)
5. Beau Joueur (Taking Liberties)
6. Amour, Tendresse et Profit (Legal Tender Love and Care)
7. Le Nouvel Ami (New friends)
8. Joyeux Noël Mary ! (Mary Christmas)
9. La Crise de la quarantaine (Frasier's edge)
10. Une histoire d'homme (Cranes unplugged)
11. Apprentis Mécaniciens (Motor skills)
12. Le spectacle continue (Show must go off)
13. Saint Valentin est un coquin (Sliding Frasiers)
14. Le Parfum de l'amour (Hungry heart)
15. L'Exploit de Niles (Hooping Cranes)
16. Drame en direct (Docu.Drama)
17. Deux femmes et un joyeux luron (It takes two to tangle)
18. Le Vain Club du vin (Forgotten but not gone)
19. Le Retour de Daphné (Daphne returns)
20. Le Peignoir de Roz ( Wizard and roz)
21. Petite fête improvisée (Semi-decent proposal)
22. Un prêté pour un rendu (Passing fancy)
23. Un jour de mai (Day in may)
24. Les Joyeuses Colonies de vacances (Cranes go caribban)

## Neuvième saison (2002-2003)
1. Don Juan en Enfer, 1re partie (Don Juan in Hell - Part 1)
2. Don Juan en Enfer, 2e partie (Don Juan in Hell - Part 2)
3. La Première Tentation de Daphné (First Temptation of Daphne)
4. Le Retour de Martin Crane (Return of Martin Crane)
5. L'amour est aveugle (Love Stinks)
6. À chacun son héros (Room Full of Heroes)
7. Le Vieux Couple (Bla-Z-boy)
8. La Deux Centième (Two Hundredth)
9. La Cave à vins (Sharing Kirby)
10. Un nouvel agent (Junior Agent)
11. Martin, bouc émissaire (Bully for Martin)
12. Une mère envahissante, 1re partie (Mother Load - Part 1)
13. Une mère envahissante, 2e partie (Mother Load - Part 2)
14. Tel est pris qui croyait prendre (Juvenilia)
15. La Demande en mariage (Proposal)
16. Les Roues de la fortune (Wheels of Fortune)
17. Les Rendez-vous galants (Three Blind Dates)
18. la Guerre des mots (War of the Words)
19. Les Crânes des Crane (Deathtrap)
20. Faux Amours (Love You Fake)
21. Les Bons Copains (Cheerful Goodbyes)
22. À la conquête de Spokane (Frasier Has Spokane)
23. Les Grands Voyageurs (Guilt Trippers)
24. La Révolution des Moon (Moons over Seattle)

## Dixième saison (2003-2004)
1. Les Liens sacrés du mariage (Ring Cycle)
2. Une affaire de principe (Enemy at the Gate)
3. Votez Frasier (Proxy Prexy)
4. Une petite fête (Kissing Cousin)
5. Farces et Attrapes (Tales from the Crypt)
6. Star Mitzvah (Star Mitzvah)
7. La Tornade blanche, 1re partie (Bristle While You Work - part 1)
8. Chambre avec vue, 2e partie (Rooms with a Views - Part 2)
9. Coup de cœur, 3e partie (Don't Go Breaking My Heart - Part 3)
10. L'Esprit de nöel (We Two Kings)
11. L’Éternelle Carotte (Door Jam)
12. Méprisante (The Harassed)
13. Un service de taille (Lilith Needs a Favor)
14. Un dîner sans prétention (Daphne Does Dinner)
15. Un trophée bien mérité (Trophy Girlfriend)
16. Un secret bien gardé (Fraternal Schwins)
17. Kenny sur le canapé (Kenny on the Couch)
18. La Spirale infernalle (Roe to Perdition)
19. Abus de pouvoir (Some Assembly Required)
20. Le Bon Café (Farewell, Nervosa)
21. Le Docteur Phil (The Devil and Dr Phil)
22. Tel père, tel fils (Fathers and Sons)
23. Tir à gogo (Analyzed Kiss)
24. Une chance pour Roz (A New Position for Roz)

## Onzième saison (2003-2004)
1. Sujet tabou (No Sex Please, We're Skittish)
2. La Goutte d'eau (A Man, a Plan and a Gal: Julia)
3. Ineffable Méprise (The Doctor Is Out)
4. L'Ancienne Baby-sitter (The Babysitter)
5. Une femme pour Frasier (The Placeholder)
6. Je vous écoute (I'm Listening)
7. Le Retour de Maris (Maris Returns)
8. Coup de folie (Murder Most Maris)
9. Gaffes en série (Guns N' Neuroses)
10. Anxiété (Seabee Jeebies)
11. Changements drastiques (High Holidays)
12. Frasier-Lite (Frasier-Lite)
13. L'Ann qui vint dîner (The Ann Who Came to Dinner)
14. Sommeil freudien (Freudian Sleep)
15. Le Retour de Nanette (Caught in the Act)
16. Clowneries mortelles (Boo! a.k.a. I'm With Her)
17. En haut de l'échelle (Coots and Ladders)
18. Rencontres virtuelles (Match Game)
19. La Belle-mère (Miss Right Now)
20. L'Alliance (And Frasier Makes Three)
21. Détour (Detour)
22. Rétrospective (Crock Tales)
23. Rire à l'écran (Analyzing the Laughter) - épisode spécial
24. Au revoir, Seattle, 1re partie (Goodnight, Seattle - Part 1)
25. Au revoir, Seattle, 2e partie (Goodnight, Seattle - Part 2)